# Вільне (Саксаганська сільська громада)
Ві́льне — село в Україні, у Саксаганській сільській територіальній громаді Кам'янського району Дніпропетровської області. Населення — 479 мешканців.

## Історія
Засноване 1923 року переселенцями і сусіднього села Саксагань та Західної України.
В селі знаходиться Храм ікони Божої Матері «Одигітрія» ПЦУ.

## Географія
Село Вільне розташоване за 2 км від правого берега річки Демурина, на відстані 0,5 км від села Балкове, за 1,5 км від села Савро. По селу протікає пересихаючий струмок з загатою. Поруч проходить залізниця, станція Савро за 1,5 км.

## Населення

### Мова
Розподіл населення за рідною мовою за даними перепису 2001 року:
| Мова            | Відсоток |
| --------------- | -------- |
| українська      | 93,3 %   |
| російська       | 6,5 %    |
| інші/не вказали | 0,2 %    |

## Особистості
Уродженцем села є Габінет Олег Миколайович, солдат Збройних сил України, учасник російсько-української війни.